# Cobalto (Band)
Cobalto ist eine brasilianische Thrash-Metal-Band aus Salvador da Bahia, die im Jahr 1999 gegründet wurde.

## Geschichte
Die Band wurde im Jahr 1999 gegründet. Die Band veröffentlichte in den Folgejahren zwei Demos, wobei die Band vor allem durch das zweite Demo Mindiversity verstärkt Aufmerksamkeit erregen konnte. Es folgte eine Tour durch Brasilien zusammen mit Shaman, Necromancia, Torture Squad, Ratos de Porão und Claustrofobia. Nachdem Schlagzeuger Jera Cravo die Band verlassen hatte und durch Louis Bear ersetzt worden war, nahm die Band ihr Debütalbum Elemental auf, das von Jera Cravo produziert, abgemischt und gemastert wurde. Das Album erschien Mitte 2005 bei Atalho Discos. Daraufhin ging die Band auf eine etwa einjährige Europatournee und spielte dabei unter anderem in Finnland, Deutschland, Belgien und Tschechien. Außerdem wurde Elemental in Europa über das finnische Label Forkwork Music veröffentlicht. Im Jahr 2006 spielte die Band auf dem Masters of Rock in Tschechien zusammen mit Whitesnake, Kreator, Apocalyptica, Masterplan und The Gathering. Nachdem die Band zurück in Brasilien war, verließ Sänger Jan die Band. In den Folgemonaten schrieb die Band neues Material und suchte nach einem passenden Sänger, der schließlich mit Viktor Lemoz gefunden wurde. Es folgten die Aufnahmen zum zweiten Album Metamorphic. Das Album wurde erneut von Jera Cravo produziert. Metamorphic erschien in Brasilien über Torto Fono Gramas im September 2008.

## Diskografie
- 2002: Mindiversity (Demo, Eigenveröffentlichung)
- 2005: Elemental (Album, Atalho Discos)
- 2008: Metamorphic (Album, Torto Fono Gramas)